# Stridsvagn L-60
Stridsvagn L-60 (Landsverk L-60; Stridsvagn m/38-39-40) – szwedzki czołg lekki opracowany w 1934 roku.

## Historia

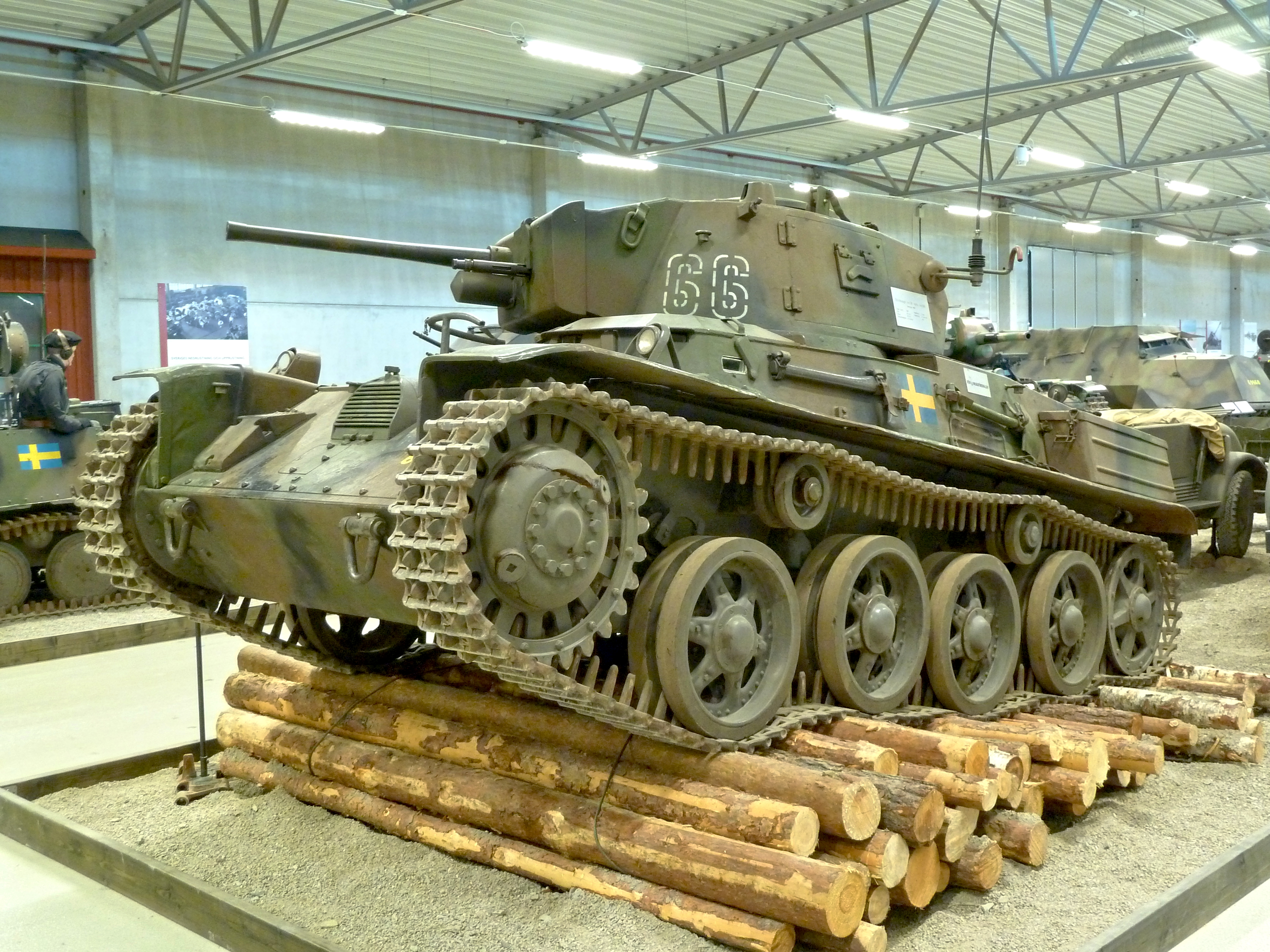
Egzemplarz muzealny

Był to ówcześnie jeden z najnowocześniejszych czołgów świata. Zawdzięczał to świetnemu zawieszeniu, wysokiej prędkości i opływowej sylwetce. Pojazd ten był wielokrotnie badany przez zagranicznych naukowców – również przez polskich. Czołgi Landsverk L-60 zostały zakupione przez Węgry, gdzie używano go i produkowano na licencji pod nazwą Toldi. W wojskach szwedzkich używany był do końca wojny.